# Robert Taylor (Leichtathlet, 1953)
Robert Taylor (* 29. April 1953) ist ein ehemaliger US-amerikanischer Sprinter, der sich auf den 400-Meter-Lauf spezialisiert hatte.
1975 siegte er bei den Panamerikanischen Spielen in Mexiko-Stadt in der 4-mal-400-Meter-Staffel und 1977 beim Leichtathletik-Weltcup in Düsseldorf über 400 m.
1977 wurde er US-Meister.
Seine persönliche Bestzeit von 45,11 s stellte er am 12. Juni 1976 in Westwood auf.